# Monika Herceg
Monika Herceg (Sisak, 1990.) hrvatska je pjesnikinja, dramatičarka, scenaristica, urednica, društvena aktivistica i feministica. Dobitnica je više književnih nagrada.    

## Životopis
Rođena je u Sisku, odrastala je u selu Pecki (zaseoce Bjelovac), srednju školu završila u Petrinji. Studira fiziku na Sveučilištu u Rijeci, a živi u Zagrebu.
Supokretačica je natječaja Kvant književnosti, prirodoslovno-matematičke udruge studenata PRIMUS, s ciljem poticanje pisanja radova popularno-znanstvene tematike.
Dobitnica je književne nagrade Goran za mlade pjesnike 2017. i nagrade Kvirin za mlade pjesnike 2018. godine. Njezina zbirka poezije Početne koordinate nagrađena je nagradama Fran Galović, Slavić i međunarodnom Mostovi Struge. Za svoju drugu objavljenu zbirku Lovostaj dobila je nagradu Na vrh jezika. Za kratke priče i pjesme osvojila je i nagrade Biber, Lapis Histriae i drugu nagrada na festivalu Castello di Duino. Za poeziju je osvojila i prvu nagradu na regionalnom natječaju humoristično-satiričnog žanra Bal u Elemiru 2017. Godine 2020. napisala je svoj prvi dramski tekst Gdje se kupuju nježnosti koji tematizira nasilje nad ženama, transgeneracijske traume i odnose u patrijarhatu. Dobila je nagradu HNK-a. Ista je prevedena na francuski i objavljena u Francuskoj u izdanju Prozor Editions Nicolasa Raljevića. 
Objavila je treću knjigu poezije Vrijeme prije jezika u izdanju Frakture koja je također naišla na dobre kritike, a je dobila nagradu Zvonko Milković.
Za kratku dramu Mrtve ne treba micati osvojila je regionalnu nagradu Priče s balkona, priče s Balkana.
Za dramu Zakopana čuda dobila je treću nagradu Hrvatskog narodnog kazališta u Mostaru.
Godine 2021. za dramu Ubij se, tata dobila je nagradu Marin Držić.
Godine 2021. postala je jedna od dobitnica nagrade Strašne žene. S Barbarom Matejčić i Dadom Ćosićem vodi akcije vezane uz suzbijanje nasilja nad migrantima. Poezijom je sudjelovala na komemoraciji za Aleksandru Zec. Pokrenula je i ciklus tribina Pjesnikinja petkom gdje u fokus stavlja stvaralaštvo pjesnikinja.
Njezina je poezija prevedena je na više od petnaest jezika. Dio je Versopolisa, europske platforme za mlade autore poezije. Tako su u Litvi i Austriji izdani izbori pjesama u trojezičnom izdanju. Izbor pjesama izašao je na francuskom jeziku (Ciel sous tension, L’Ollave, 2019.). Početne koordinate objavljene su na makedonskom jeziku u sklopu nagrade Mostovi Struge. Izdavačka kuća PNV objavila je na makedonskom u svom izdanju i Početne koordinate (2020.) i Lovostaj. (2021.). Početne koordinate objavljene su i na ukrajinskom jeziku. 
Članica je Hrvatskog društva pisaca i uredništva časopisa Poezija.

## Djela
- Početne koordinate (2018.), zbirka pjesama
- Lovostaj (2019.), zbirka pjesama
- Gdje se kupuju nježnosti (2020.), dramski tekst
- Vrijeme prije jezika (2020.), zbirka pjesama
- Mrtve ne treba micati (2020.), kratka drama
- Ubij se, tata (2020), dramski tekst
- Zakopana čuda (2020.), dramski tekst

## Vanjske poveznice
- Biografija na webu Hrvatsko društvo pisaca
- Gostovanje na Nedeljom u 2
- Booksa: Poezija na živo
- monikaherceg.com - osobna stranica